# Jorge Riechmann
Jorge Riechmann Fernández (Madrid, 24 de março de 1962), é um poeta, tradutor, sociólogo e ambientalista espanhol. Tem sido considerado um importante poeta emergente na Espanha, ligado ao grupo de poetas da chamada poesía de la conciencia, um dos rótulos genéricos com que costuma-se referir à poéticas que surgiram na Espanha a partir dos anos de 1990, também chamada de "nova poesia social", praticando uma ativa oposição ao capitalismo em sua fase global.

## A poética
Vencedor de vários prêmios importantes no âmbito da poesia e da tradução desde 1987, Jorge Riechmann produz uma obra poética dentro de de uma linha social emergente na poesia espanhola recente, sarcástica e inluenciada pela estetética expressionista, mas livre do pessimismo. Sua poesia, considerada pelo autor uma "poesia corretora e de resistência", utiliza recursos como a fragmentação sintática da linguagem oral cotidiana e a justaposição de palavras. Pratica também o poema em prosa.
Além dos poemas sociais, predominantes em sua obra, também escreve uma poesia amorosa e sensual retirada dos acontecimentos diários, como em "Amarte sin regreso"(1995), sendo porém uma poesia "abstrata e conceitual, reflexiva e filosófica".

## Obra poética
- Cántico de la erosión. Hiperión. 1987. ISBN 978-84-7517-210-1.
- Cuaderno de Berlín. Hiperión. 1989. ISBN 978-84-7517-277-4.
- Material móvil, precedido de 27 maneras de responder a un golpe. Libertarias Ediciones. 1993.
- El corte bajo la piel. Bitácora. 1994. ISBN 978-84-465-0041-4.
- Baila con un extranjero. Hiperión. 1993. ISBN 978-84-7517-400-6.
- Donde es posible la vida (Cuadernos Hispanoamericanos 536, febrero de 1995).
- Amarte sin regreso (poesía amorosa 1981-1994). Hiperión. 1995. ISBN 978-84-7517-455-6.
- La lengua de la muerte (col. Calle del Agua, Villafranca del Bierzo 1997).
- El día que dejé de leer EL PAÍS (Hiperión, Madrid 1997).
- Muro con inscripciones (DVD, Barcelona 2000).
- Trabajo temporal (lf ediciones, Béjar –Salamanca-- 2000).
- La estación vacía (Germanía, Alzira –Valencia—2000).
- Desandar lo andado (Hiperión, Madrid 2001).
- Poema de uno que pasa (Fundación Jorge Guillén, Valladolid 2003)
- Un zumbido cercano (Calambur, Madrid, 2003)
- Ahí (arte breve), seguido por De ahí que (Lumen, Barcelona, 2004).
- Anciano ya y nonato todavía (Ediciones El Baile del Sol,2004).
- Ahí te quiero ver (Icaria, 2005).
- Poesía desabrigada (Ediciones Idea, 2006).
- Conversaciones entre alquimistas (Tusquets, 2007).
- Cómo se arriman las salamanquesas (Centro Cultural Generación del 27, Málaga, 2007)
- Wrengo Wrongo (DVD, barcelona 2008)